# Astomiopsis altivallis
Astomiopsis altivallis là một loài rêu trong họ Ditrichaceae. Loài này được Delgad. mô tả khoa học đầu tiên năm 1989.